# Магарук Ярослава Михайлівна
Магарук Ярослава Михайлівна(1937 р.н.) — маріупольська майстриня вишивки. Народний майстер України.

## Життєпис
Народилась на Івано-Франківщині. Родина була працьовита і побожна. Малу Ярославу змалку навчали молотися та вишивати. Першою вчителькою була бабця Марія. Відомо фото, де дівчинка дошкільного віку стоїть у вишитій нею одежині.
У двадцять чотири роки за власні твори отримала знання Майстра традиційного вишивання СРСР Власну роботу пов'язала із створенням одягу, працювала в Маріуполі в галузі індивідуального пошиву.
Вишивання не покидала ніколи. Рушники її роботи — індивідуальні, незважаючи на традиційність техніки. На сорочку-вишиванку чи рушник витрачає тиждень, на скатертину — місяць або більше, якщо хворіє. Хвороби забуває під час копіткої праці.
Твори Ярослави Магарук та інших майстринь клубу «Ярослава» представляли ремесло маріупольських ткачів та вишивальниць у селі Пирогово (Київ, Музею народної архітектури та побуту України) на виставці-святі «Країна мрій», на виставці в Українському Домі 2004 року.
Взагалі, твори Ярослави Магарук брали участь у сорока (40) різних виставках в Україні і за кордонами. Зазвичай власними творами не торгує, але іноді бере замовлення.
Серед учениць Ярослави Магарук декілька лауреаток з Маріуполя, що виробились у окремих майстринь. Серед них — Лаптєва Любов Андріївна, Музикант Віра Сергіївна, Іванова Євгенія Сергіївна.

## «Відвідай ув'язненого»
Працьовита і побожна, Ярослава Магарук дарує власні твори церквам. Реально виконує заповідь «Відвідай ув'язненого». Раз на тиждень вона відвідувала жіночу виправну колонію в Маріуполі, де передавала жінкам секрети майстерності і надію.
Твори майстрині давно розійшлися світом, їх зберігають в домівках українських діаспор у Бельгії, Німеччині, Австралії, Канаді, Греції, Латвії, Казахстані, у США, в Японії

## Назви окремих рушників майстрині
- «Пісня»[2]
- «Небо»
- «Карпати»
- Весільний рушник
- «Берегиня-осінь»
- «Весна прокинулась»[2]